# Хубо
Хубо е каган, управлявал част от източните тюрки през 644 – 649 година.
Той произлиза от младши клон на тюркския владетелски род Ашина. По време на разпадането на държавата Сюейентуо Хубо оглавява група тюрки в района на Алтай и се обявява за каган. Малко по-късно влиза в конфликт с империята Тан. През 649 година е разгромен от уйгурите, които го предават на Тан, където остава до края на живота си.
Хубо умира след 650 година в Чанан.